# 8005 Альбінадюбуа
8005 Альбінадюбуа (1988 MJ, 1987 DO3, 1989 WW6, 1996 GU13, 8005 Albinadubois) — астероїд головного поясу, відкритий 16 червня 1988 року.
Тіссеранів параметр щодо Юпітера — 3,415.